# Битка у луци Окпо
Битка у луци Окпо (7. маја 1592) била је прва победа корејског адмирала Ји Сун Сина над јапанском флотом током јапанске инвазије Кореје (1592-1598). Ово је била прва у низу од три битке током прве корејске поморске офанзиве 1592. године.

## Позадина
Јапан је започео инвазију Кореје у четвртом месецу 1592. са крајњим циљем да освоји Минг Кину и тиме покренуо међународни рат у североисточној Азији. Инвазија је представљала највећу националну кризу за краљевину Чосон која се навикла на мир у претходна два века. Због недостатка одбрамбених припрема, Чосон је претрпео узастопне поразе на копну у раној фази рата, укључујући и пад главног града. Међутим, након отпора добровољачких устаничких армија широм земље и поморских победа које је постигао Ји Сун Син, Чосон је успео да преокрене ситуацију и на крају победи Јапанце.
Од почетка инвазије, тринаестог дана четвртог месеца 1592. године, јапанска морнарица се концентрисала на транспорт војске и залиха, пошто је копнена војска низала лаке победе на копну,  а корејанска морнарица се повукла без борбе. Када се јапански десант у Пусану искрцао (14. априла) са преко 1.000 бродова, корејански адмирал Вун Кјун, задужен за одбрану тог дела обале, потопио је више од 100 сопствених бродова како не би пали у руке непријатељу и са неколико преосталих бродова повукао се на југозапад, затраживши хитну помоћ од заповедника флоте суседне провинције Чола, адмирала Ји Сун Сина.

### Супротстављене снаге
Да би се разумео стварни однос снага у поморским биткама између Корејанаца и Јапанаца у ово време, није довољно анализирати само број ангажованих бродова: пловне карактеристике, чврстина и наоружање бродова били су од далеко већег значаја.
Јапанци су током инвазије користили две врсте ратних бродова: велике (атакебуне) и средње (секибуне). Коришћени су и мањи, помоћни бродови (кобаја), углавном за извиђање. Иако су били грађени тако да подсећају на пловеће тврђаве (палуба средњих и великих бродоба била је са све 4 стране окружена грудобранима са пушкарницама, подсећајући на дрвену кутију на бродском кориту), њихови грудобрани од дрвета, бамбуса и платна били су намењени за одбрану од стрела и аркебуза, и чак ни највећи јапански бродови типа атакебуне нису могли да издрже поготке корејских топова у борби на одстојању. Већина јапанских бродова била је типа секибуне, који су били намењени за брзу пловидбу по отвореном мору и заузимање других бродова укрцавањем и борбом прса у прса -  абордажом. Пошто су грађени за брзину, имали су уска корита и дубок газ, а грађени су од лаке кедровине и покретани на весла и једра. Већина јапанских ратних бродова није имала никакво оружје, изузев аркебуза које је носила посада: иако изврсно оружје против пешадије и коњице, аркебуза је била немоћна да пробије бокове ратног брода.
Са друге стране, корејске галије (паноксеон), главни ратни бродови краљевства Чосон, били су масивни бродови плитког газа, покретани веслима, са две палубе и високим грудобранима на горњој палуби који су штитили посаду од  хитаца и напада абордажом. Иако корејски војници нису имали аркебузе, већ само лукове, сви корејски бродови били су наоружани топовима, чији су пројектили са лакоћом пробијали бокове јапанских бродова. То је била суштинска разлика између јапанске и корејанске поморске тактике: док су Јапанци покушавали да заузму непријатељске бродове укрцавањем и борбом прса у прса, корејски бродови били су пловеће тврђаве које су потапале непријатељске бродове ватром својих топова. Осим тога, плитак газ корејских бродова омогућавао је лаку пловидбу по плитким приобалним водама и мореузима, где је вођена већина битака, где су јапански бродови дубоког газа били у неповољнијем положају. Постојало је и неколико бродова корњача, али њихов значај био је више морални него војнички.
У свим корејским поморским победама током јапанске инвазије Кореје (1592-1598) - укупно 12 битака - јапански бродови потопљени су на одстојању ватром из корејских топова док су покушавали да се приближе за укрцавање и борбу прса у прса (абордаж), чиме се могу лако објаснити минимални корејски губици: док су Јапанци у 10 битака током 1592. изгубили преко 300 бродова, Корејанци нису изгубили ниједан, а број погинулих и рањених морнара био је мали. Једина јапанска поморска победа - битка у мореузу Чилчолјанг (1597) - постигнута је тако што су корејски бродови изненађени на сидришту у уском мореузу и заузети абордажом и нападом са копна.

## Битка
Чосонову прву поморску кампању предводиле су снаге Леве поморске команде провинције Чола под вођством Ји Сун Сина, са неколико бродова под командом Вун Кјуна: почела је четвртог дана петог месеца, двадесетак дана након почетка рата. Састојала се од три узастопне битке код Ок-п'о и Хап-п'о (лука Ок и лука Хап, обе седмог дана петог месеца) и Чокчин-п'о (осмог дана). Јијева флота је, на поновљене Вунове захтеве за хитну подршку, добила дозволу од двора да нападне јапанску морнарицу и кренула у рат са двадесет четири бојна брода. У првом окршају на водама код луке Ок (код острва Коџе) корејска флота уништила је малу флоту од тридесет јапанских бродова и тако кренула са победом.  Поподне истог дана корејска флота је сустигла и потопила још пет бродова у луци Хап, а следећег јутра још тринаест бродова код луке Чокчин, где је заробљено неколико транспортних бродова са житом.
Јапанском флотом код луке Ок командовали су Тодо Такатора и Хориноучи Уџијоши, који су успели да се извуку,  док су јапански заповедници у осталим биткама остали непознати.

## Губици
У бици код Окпо-а Јапанци су изгубили 13 великих, 6 средњих и 7 помоћних бродова. Од укупно 26 уништених јапанских бродова, бродови адмирала Вун Кјуна уништили су пет. У луци Хап уништена су 4 велика и 1 мањи јапански брод, а код луке Чокчин 9 великих, 2 средња и 2 помоћна брода. У читавој кампањи (7-8. маја) уништено је 44 јапанска брода, без губитака са корејске стране.